# کنیسه عمو شعیا
کنیسه عمو شعیا قدیمی‌ترین کنیسۀ شهر اصفهان می‌باشد و در محلهٔ جویباره یا جوباره قرار گرفته‌است.

## تاریخچه
یهودیان پس از استقرار در اصفهان امکان یافتند تا برای خود معابدی بسازند که به کنیسه شهرت دارد، این کنیسه‌ها در دوران‌های مختلف آباد بوده و در حال حاضر نیز نمونه‌های تاریخی آن از دوره قاجار برجای مانده است.

## معماری
معماریِ این کنیسه‌ها کاملاً مشابه با کلیسا‌های ارامنه است، با این تفاوت که کنیسه‌ها هیچ‌گونه تزئیناتِ داخلی ندارند و دلیلِ آن نیز این است که یهودیان تصاویر انسان را بر دیوار نمی‌کشند. سبکِ معماریِ کنیسه‌های یهودیان اصفهان، ساده، فروتن، سازگار با محیط و پایدار است.

## کنیسه‌های اصفهان
به نوشته دکتر لطف لله هنرفر در سال ۱۳۵۰ خورشیدی در اصفهان ۲۰ کنیسه بود که ۱۶ عدد از آنها در محله جویباره که بیشتر یهودیان از قدیم در آنجا ساکن بودند واقع بود و بقیه به ترتیب دو واحد در محله دردشت، یکی در محله گلبهار و دیگری در فلکه شاه عباس (فلسطین امروزی) قرار داشت. یکی از محققین یهودی نیز کنیسه‌های اصفهان را تا سال ۱۳۷۶ خورشیدی ۱۲ کنیسه ذکر کرده است.
در حال حاضر کنیسه‌های یهودیان اصفهان عبارتند از کنیسه مُلا یعقوب، کنیسه ملا نیسان، کنیسه ملا ربیع، کنیسه بزرگ، کنیسه کوچک، کنیسه گلبهار، کنیسه جماعتی، کنیسه کتر داوود، کنیسه مدرسه، کنیسه شه‌گلی، کنیسه ملا الیاهو، کنیسه شموئیل، کنیسه شکری، کنیسه خورشیدی، کنیسه موشه، کنیسه یوسوف شموئیل شمعون، کنیسه سنگ بست که تاکنون هفت کنیسه در اصفهان در فهرست آثار ملی به ثبت رسیده است.